# Kuifmangabey
De kuifmangabey (Lophocebus aterrimus) is een soort van het geslacht Lophocebus. De soort komt voor in de subtropische en tropische regenwouden van Angola en de Democratische Republiek Congo. De kuifmangabey wordt bedreigd door habitatverlies.